# Carlo VI d'Asburgo
Carlo d'Asburgo (Vienna, 1º ottobre 1685 – Vienna, 20 ottobre 1740) è stato Imperatore dei Romani e re di Napoli come Carlo VI, arciduca d'Austria, re di Sicilia, re di Sardegna, re d'Ungheria, re di Boemia, duca di Milano, duca di Parma e Piacenza, re di Spagna e Conte di Barcellona come Carlo III e Duca di Teschen come Carlo I.
Nel 1708 sposò Elisabetta Cristina di Brunswick-Wolfenbüttel, dalla quale ebbe quattro figli: Leopoldo Giovanni (morto infante), Maria Teresa (l'ultima sovrana della casata d'Asburgo), Maria Anna (governatrice dei Paesi Bassi austriaci) e Maria Amalia (morta infante).
Quattro anni prima della nascita di Maria Teresa, di fronte alla mancanza di eredi maschi, Carlo firmò la prammatica sanzione. L'imperatore, con tale documento, favorì l'ascesa al trono delle proprie figlie anziché quelle di suo fratello maggiore e predecessore, Giuseppe I. Carlo si trovò costretto a cercare l'approvazione delle principali potenze europee per la sottoscrizione di tale documento, le quali chiesero innanzitutto la chiusura della Compagnia di Ostenda, una delle principali concorrenti economiche in Europa. In totale, Gran Bretagna, Francia, Sassonia, Polonia, Repubblica olandese, Spagna, Venezia, Stato della Chiesa, Prussia, Russia, Danimarca, Sardegna, Baviera, e Sacro Romano Impero riconobbero la validità della sanzione, ma successivamente Francia, Spagna, Sassonia, Polonia, Baviera e Prussia ritirarono il loro appoggio. La morte di Carlo nel 1740 accese la guerra di successione austriaca che segnò indelebilmente i primi anni di governo di Maria Teresa e durò per otto anni.

## Biografia

### I primi anni e la guerra di successione spagnola

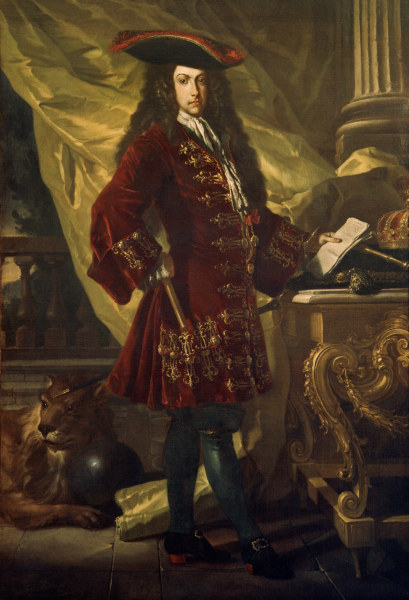
Carlo d'Asburgo in giovane età come re di Spagna con il nome di Carlo III

Carlo Francesco Giuseppe Venceslao Baldassarre Giovanni Antonio Ignazio era il 7° figlio di Leopoldo I e della sua terza moglie, Eleonora del Palatinato-Neuburg. Nacque il 1º ottobre 1685 e suo tutore sin dalla giovane età fu il principe Antonio Floriano del Liechtenstein.
A seguito della morte di Carlo II di Spagna nel 1700 senza eredi validi a succedergli, Carlo si autoproclamò re di Spagna in quanto anch'egli era membro della famiglia Asburgo. Questo fatto portò alla guerra di successione spagnola, in quanto Luigi XIV di Francia aveva proposto quale candidato per quel trono il nipote Filippo d'Angiò, il quale da testamento era stato anche designato erede di quella corona dallo stesso Carlo II il quale non voleva che la Spagna perdesse la propria indipendenza venendo riunita ai domini imperiali. Portogallo, Inghilterra, Scozia, Irlanda e gran parte del Sacro Romano Impero appoggiarono la candidatura di Carlo al trono spagnolo. Acclamato nel 1703 a Vienna come "Carlo III di Spagna", giunse in Spagna solo nel 1704 rimanendovi per i sette anni successivi.
Questi anni di governo per Carlo furono estremamente difficili in quanto il governo imperiale era appoggiato unicamente dai catalani, i quali avevano occupato Valencia e Barcellona, città quest'ultima ove assistette ad un grande assedio nel 1706.

### L'ascesa al trono imperiale

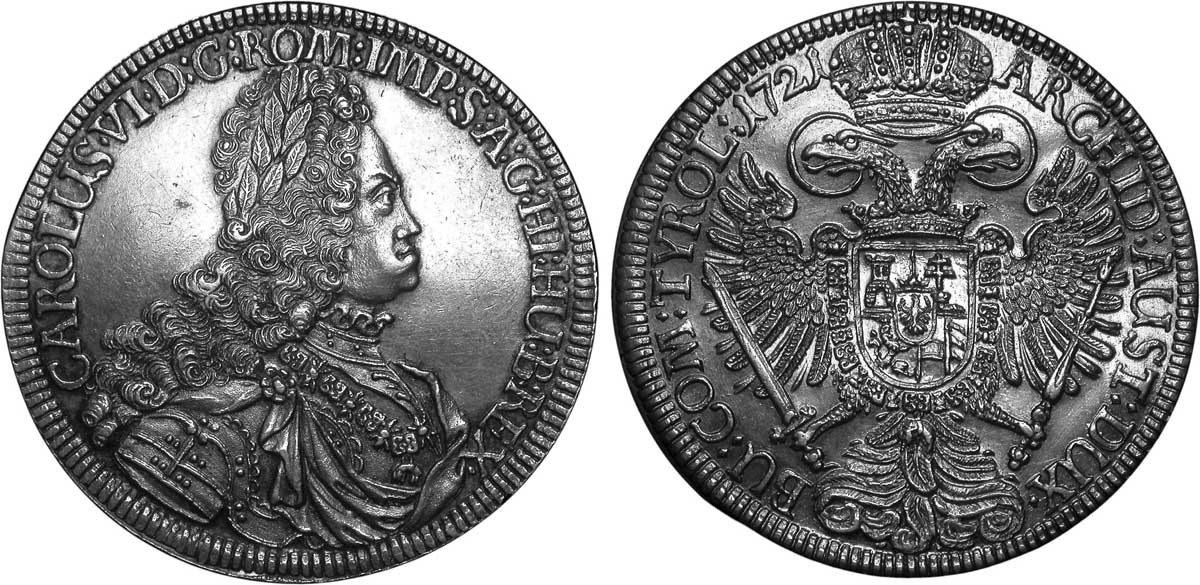
Carlo VI d'Asburgo, 1721

A cambiare le sorti della guerra fu l'improvvisa morte senza eredi del fratello maggiore di Carlo, l'imperatore Giuseppe I: Carlo dovette tornare in Austria e rinunciò quindi al trono spagnolo. Nel 1711 venne incoronato imperatore del Sacro Romano Impero a Francoforte sul Meno.
Sebbene le fonti dicano che Carlo VI non fosse molto portato per la politica l'imperatore continuò la politica del fratello uniformando la legislazione e la burocrazia, almeno in Austria, Boemia e Fiandre e attuando una politica mercantilistica attraverso l'abolizione dei dazi interni, l'aumento delle imposte dirette rispetto a quelle indirette, l'istituzione di monopoli di stato e lo sviluppo del commercio e in quest'ottica nel 1719 diede lo status di porto franco alla città di Trieste; sempre  nel 1719 Carlo VI creó  con diploma il Principato del Liechtenstein . Inoltre durante il suo regno l'impero asburgico raggiunse la sua massima espansione. Nel 1713, a seguito del trattato di Utrecht, divenne re di Napoli, ottenne il Ducato di Milano, il regno di Sardegna e il Ducato di Mantova e successivamente, nel 1720 (trattato dell'Aia) il regno di Sicilia cedendo ai Savoia il regno di Sardegna. Mantenne entrambe le corone fino alla battaglia di Bitonto, nel 1734, quando le truppe spagnole, guidate da Carlo di Borbone, sconfiggendo l'esercito austriaco posero a capo dei due regni di Napoli e di Sicilia la dinastia dei Borbone, che, per la prima volta dal tempo dei sovrani aragonesi, assicurò le due corone del Mezzogiorno a un sovrano non contemporaneamente a capo di un regno esterno.
Nel frattempo, con il Trattato di Vienna del 1731, aveva riconosciuto i diritti sul Ducato di Parma a Carlo di Borbone e Farnese.
Tra il 1716 e il 1718, inoltre, combatté contro i Turchi riuscendo a ottenere gran parte della Valacchia e della Serbia che vennero annesse al Regno d'Ungheria. Gran parte di questi territori vennero però persi al termine della guerra russo-turca nel quale venne coinvolto nel 1737.
Nel 1722 Carlo VI fondò la Compagnia di Ostenda per aumentare e organizzare i traffici commerciali dell'Austria nelle Indie Orientali e nelle Indie Occidentali oltre che in Africa. La compagnia doveva organizzare operazioni commerciali che venivano parzialmente finanziate dal Sacro Romano Impero, il quale incamerava ogni anno dal 3 al 6% del ricavato. Come era ovvio aspettarsi, la compagnia divenne impopolare presso inglesi e olandesi che avevano simili compagnie che solcavano gli oceani verso Asia e America. Carlo VI dovette quindi sciogliere la Compagna di Ostenda nel 1731 sulla base del Trattato di Vienna in cambio del riconoscimento della Prammatica Sanzione da parte del Regno Unito.

### La guerra di successione polacca

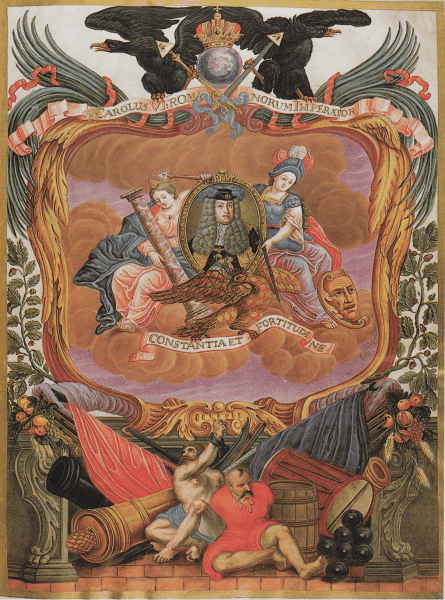
Ritratto allegorico di Carlo VI

La Francia continuava ad essere ostile alla politica imperiale e tentava di espandersi in direzione della Germania. Nel 1733 la presenza del trono polacco vacante fu l'occasione per dichiarare guerra all'Austria. Il Sacro Romano Impero e la Russia erano infatti favorevoli all'elezione del principe elettore Federico Augusto II di Sassonia (nipote di Carlo VI per matrimonio), mentre Francia, Spagna e Sardegna proponevano come candidato il polacco Stanislao Leszczyński. Quando lo scontro divenne palese le truppe francesi occuparono Milano e poi tutta la Lombardia giungendo sino a Mantova, mentre le forze spagnole presero possesso dei regni di Napoli e Sicilia; d'altra parte, sulle rive del Reno, passarono alla Francia le città di Philippsburg e il ducato di Lorena.
Sentendosi attaccato su più fronti, Carlo VI siglò un accordo preliminare a Vienna nel 1735 (la pace verrà conclusa solo nel 1738) con il quale acquistò il Ducato di Parma e Piacenza dai Borbone, sacrificando però i regni di Napoli e Sicilia. La Lorena che venne affidata a Stanislao Leszczyński, il quale da contratto aveva l'obbligo dopo la sua morte di passarla alla Francia. Carlo VI ottenne quindi che il Leszczynski non salisse sul trono polacco, il quale fu invece occupato da Federico Augusto di Sassonia che divenne re con il nome di Augusto III. Carlo VI ottenne la compensazione della perdita della Lorena con la cessione del Granducato di Toscana che passò a Francesco Stefano di Lorena il quale poi sarà suo successore alla corona imperiale come marito di sua figlia Maria Teresa.

### La prammatica sanzione e la lotta di successione

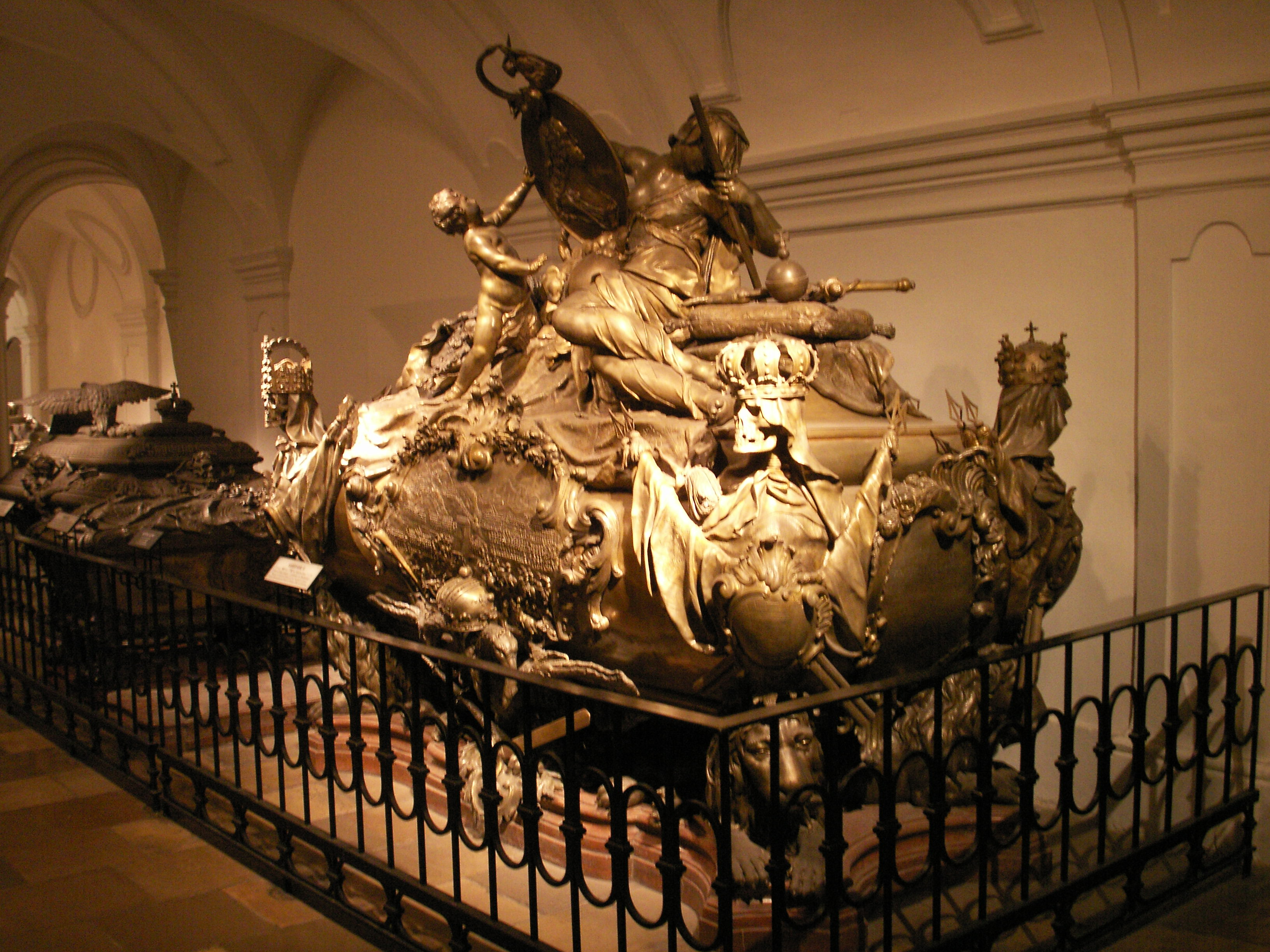
La monumentale tomba barocca di Carlo VI nella Kapuzinergruft di Vienna

Sposatosi con Elisabetta Cristina di Brunswick-Wolfenbüttel, ne ebbe due figlie, Maria Teresa e Maria Anna (l'unico maschio, Leopold Johann, era morto a soli sette mesi nel 1716; un'altra figlia, Maria Amalia, nata nel 1724, era morta nel 1730). Nel 1713 tuttavia Carlo VI aveva promulgato la Prammatica Sanzione, con la quale stabiliva che il regno non potesse essere diviso alla sua morte e correggeva quanto stabilito il 12 settembre 1703 dall'imperatore Leopoldo I con il Pactum Mutuae Successionis a proposito della successione in caso di soli eredi di sesso femminile.
Carlo VI morì il 20 ottobre 1740 alla Neue Favorita di Vienna. La sua morte venne causata da funghi della specie Amanita phalloides che aveva mangiato. Nonostante gli sforzi da lui compiuti per fare accettare dalle altre potenze il documento scoppiò la guerra di successione austriaca, conclusasi solo nel 1748 con la definitiva ratifica della successione di Maria Teresa quale regina d'Ungheria e Boemia e arciduchessa d'Austria; tuttavia, non fu eletta, in quanto donna, imperatrice del Sacro Romano Impero: al suo posto fu incoronato Carlo Alberto di Wittelsbach, con il nome di Carlo VII. Alla morte di questi, però, il marito di Maria Teresa, Francesco Stefano di Lorena, assunse il titolo di imperatore, assicurando il mantenimento del titolo imperiale alla Casa d'Asburgo.
All'epoca della sua morte le terre degli Asburgo erano sature di debiti: il tesoro imperiale conteneva meno di 100 000 fiorini e la diserzione di molti soldati dall'esercito aveva portato ad una scarsa forza militare.
Probabilmente in conseguenza dei suoi anni spagnoli Carlo VI introdusse il cerimoniale di corte spagnolo (Spanisches Hofzeremoniell) a Vienna; tra le sue realizzazioni architettoniche per la capitale la Reichskanzlei e la Biblioteca Nazionale, in stile barocco.

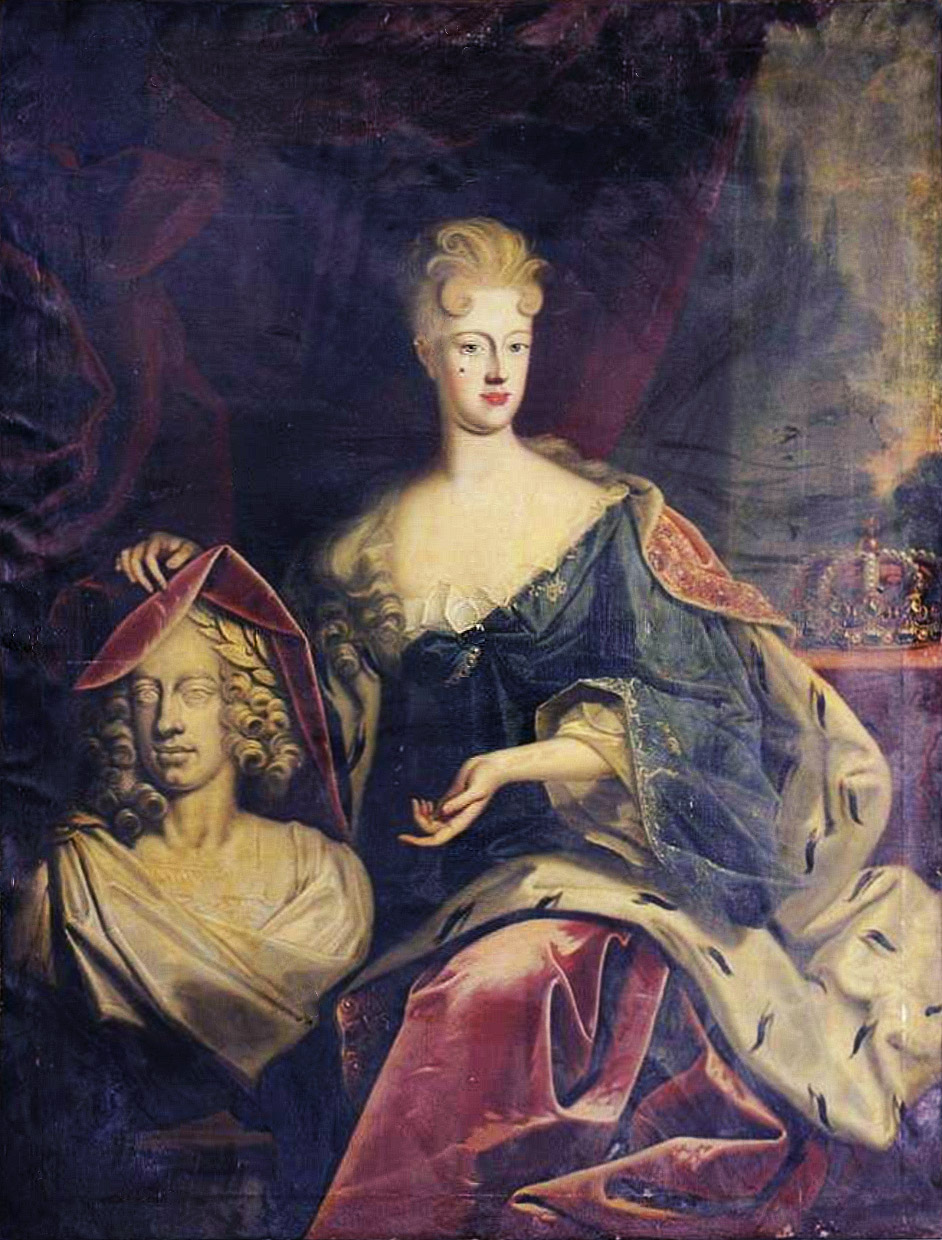
L'Imperatrice Elisabetta Cristina di Brunswick-Wolfenbüttel con l'effigie del marito Carlo VI in un ritratto di C.B. Francke, 1712

Carlo VI fu allievo, da ragazzo, del compositore Johann Joseph Fux: si dilettava in composizione, suonava il clavicembalo e, di tanto in tanto, dirigeva l'orchestra di corte. Ebbe contatti con il celebre cantante castrato Farinelli. Lasciò una sua autobiografia Commenti sulla propria vita che venne pubblicata per la prima volta a Bruxelles nel 1862.

## Matrimonio e figli
Il 1º agosto 1708 Carlo, allora re di Spagna, sposa nella Basilica di Santa Maria del Mar di Barcellona la principessa Elisabetta Cristina di Brunswick-Wolfenbüttel, figlia primogenita del duca Luigi Rodolfo di Brunswick-Lüneburg. La giovane principessa tedesca era considerata una delle più belle donne al mondo dai contemporanei. I due coniugi ebbero quattro figli, di cui solo due raggiunsero l'età adulta:
- Leopoldo Giovanni d'Asburgo (Vienna, 13 aprile 1716 - Vienna, 4 novembre 1716);
- Maria Teresa d'Asburgo (13 maggio 1717 - 29 novembre 1780), arciduchessa d'Austria, Regina d'Ungheria e di Boemia, sposò il duca Francesco Stefano di Lorena, poi Granduca di Toscana, eletto in seguito Imperatore del Sacro Romano Impero e quindi successore di Carlo VI dopo il breve interregno di Carlo VII di Baviera;
- Maria Anna d'Asburgo (26 settembre 1718 - 16 dicembre 1744) sposò il principe Carlo Alessandro di Lorena;
- Maria Amalia (5 aprile 1724 - 19 aprile 1730).

## Ascendenza
|                                     |                                           |                                      | Genitori                          |  |  | Nonni |  |  | Bisnonni                |  |  | Trisnonni          |  |
|                                     |                                           |                                      |                                   |  |  |       |  |  | Ferdinando II d'Asburgo |  |  | Carlo II d'Austria |  |
|                                     |                                           |                                      |                                   |  |  |       |  |  | Ferdinando II d'Asburgo |  |  | Carlo II d'Austria |  |
|                                     |                                           | Maria Anna di Baviera                |                                   |  |  |       |  |  | Ferdinando II d'Asburgo |  |  |                    |  |
| Ferdinando III d'Asburgo            |                                           |                                      |                                   |  |  |       |  |  | Ferdinando II d'Asburgo |  |  |                    |  |
|                                     |                                           | Maria Anna di Baviera                | Guglielmo V di Baviera            |  |  |       |  |  |                         |  |  |                    |  |
|                                     |                                           | Maria Anna di Baviera                | Guglielmo V di Baviera            |  |  |       |  |  |                         |  |  |                    |  |
|                                     |                                           | Maria Anna di Baviera                | Renata di Lorena                  |  |  |       |  |  |                         |  |  |                    |  |
| Leopoldo I d'Asburgo                |                                           | Maria Anna di Baviera                |                                   |  |  |       |  |  |                         |  |  |                    |  |
|                                     |                                           | Filippo III di Spagna                | Filippo II di Spagna              |  |  |       |  |  |                         |  |  |                    |  |
|                                     |                                           | Filippo III di Spagna                | Filippo II di Spagna              |  |  |       |  |  |                         |  |  |                    |  |
|                                     |                                           | Filippo III di Spagna                | Anna d'Austria                    |  |  |       |  |  |                         |  |  |                    |  |
| Maria Anna di Spagna                |                                           | Filippo III di Spagna                |                                   |  |  |       |  |  |                         |  |  |                    |  |
|                                     |                                           | Margherita d'Austria-Stiria          | Carlo II d'Austria                |  |  |       |  |  |                         |  |  |                    |  |
|                                     |                                           | Margherita d'Austria-Stiria          | Carlo II d'Austria                |  |  |       |  |  |                         |  |  |                    |  |
|                                     |                                           | Margherita d'Austria-Stiria          | Maria Anna di Baviera             |  |  |       |  |  |                         |  |  |                    |  |
| Carlo VI d'Asburgo                  |                                           | Margherita d'Austria-Stiria          |                                   |  |  |       |  |  |                         |  |  |                    |  |
|                                     | Volfango Guglielmo del Palatinato-Neuburg | Filippo Luigi del Palatinato-Neuburg |                                   |  |  |       |  |  |                         |  |  |                    |  |
|                                     | Volfango Guglielmo del Palatinato-Neuburg | Filippo Luigi del Palatinato-Neuburg |                                   |  |  |       |  |  |                         |  |  |                    |  |
|                                     | Volfango Guglielmo del Palatinato-Neuburg | Anna di Jülich-Kleve-Berg            |                                   |  |  |       |  |  |                         |  |  |                    |  |
| Filippo Guglielmo del Palatinato    | Volfango Guglielmo del Palatinato-Neuburg |                                      |                                   |  |  |       |  |  |                         |  |  |                    |  |
|                                     |                                           | Maddalena di Baviera                 | Guglielmo V di Baviera            |  |  |       |  |  |                         |  |  |                    |  |
|                                     |                                           | Maddalena di Baviera                 | Guglielmo V di Baviera            |  |  |       |  |  |                         |  |  |                    |  |
|                                     |                                           | Maddalena di Baviera                 | Renata di Lorena                  |  |  |       |  |  |                         |  |  |                    |  |
| Eleonora del Palatinato-Neuburg     |                                           | Maddalena di Baviera                 |                                   |  |  |       |  |  |                         |  |  |                    |  |
|                                     |                                           | Giorgio II d'Assia-Darmstadt         | Luigi V d'Assia-Darmstadt         |  |  |       |  |  |                         |  |  |                    |  |
|                                     |                                           | Giorgio II d'Assia-Darmstadt         | Luigi V d'Assia-Darmstadt         |  |  |       |  |  |                         |  |  |                    |  |
|                                     |                                           | Giorgio II d'Assia-Darmstadt         | Maddalena di Brandeburgo          |  |  |       |  |  |                         |  |  |                    |  |
| Elisabetta Amalia d'Assia-Darmstadt |                                           | Giorgio II d'Assia-Darmstadt         |                                   |  |  |       |  |  |                         |  |  |                    |  |
|                                     |                                           | Sofia Eleonora di Sassonia           | Giovanni Giorgio di Brandeburgo   |  |  |       |  |  |                         |  |  |                    |  |
|                                     |                                           | Sofia Eleonora di Sassonia           | Giovanni Giorgio di Brandeburgo   |  |  |       |  |  |                         |  |  |                    |  |
|                                     |                                           | Sofia Eleonora di Sassonia           | Maddalena Sibilla di Hohenzollern |  |  |       |  |  |                         |  |  |                    |  |
|                                     |                                           | Sofia Eleonora di Sassonia           |                                   |  |  |       |  |  |                         |  |  |                    |  |